# Ducado de Calvo Sotelo
El ducado de Calvo Sotelo con grandeza de España originaria fue un título nobiliario español, creado por Francisco Franco, a título póstumo, el 18 de julio de 1948, para el político José Calvo Sotelo, asesinado durante la II República española. 
El ducado fue suprimido el 21 de octubre de 2022 tras la entrada en vigor de la Ley de Memoria Democrática.

## Denominación
La denominación de la dignidad nobiliaria refiere a los apellidos, paterno y materno, por los que fue universalmente conocida la persona a la que se le otorgó, a título póstumo, dicha merced nobiliaria.

## Duques de Calvo Sotelo
|                               | Titular                           | Periodo                       |
| Creación por Francisco Franco | Creación por Francisco Franco     | Creación por Francisco Franco |
| ----------------------------- | --------------------------------- | ----------------------------- |
| i                             | José Calvo Sotelo                 | 1948 (título póstumo)         |
| ii                            | José Calvo-Sotelo Grondona        | 1948-2002                     |
| iii                           | José Calvo-Sotelo y Olry de Labry | 2003-2022                     |

## Historia de los duques de Calvo Sotelo
- José Calvo Sotelo (6 de mayo de 1893, Tuy, Pontevedra - 13 de julio de 1936, Madrid), i duque de Calvo Sotelo, grande de España, hijo de Pedro Calvo Camina y de su esposa Elisa Sotelo Lafuente, asesinado durante la II República española. Fue tío paterno del i marqués de la Ría de Ribadeo, grande de España.

Casó el 28 de junio de 1917 en la parroquia del Buen Suceso, Madrid, con Enriqueta Ana Grondona Bandrés (26 de julio de 1892, Toledo - 29 de abril de 1971, Madrid), hija de Emilio Grondona Pérez y de su esposa María de la Concepción Bandrés Magallón. Le sucedió su hijo:
- José Pedro Calvo-Sotelo Grondona (10 de febrero de 1924, Madrid - 18 de septiembre de 2002, Madrid), ii duque de Calvo Sotelo, grande de España.

Casó el 12 de agosto de 1947 en la parroquia de San Ignacio, San Sebastián, con Jacqueline Olry de Labry (19 de agosto de 1921, Pessac - 16 de octubre de 2000, Madrid), hija de Marcel Olry de Labry, conde de Olry de Labry, y de su esposa Germaine de Fontenilliat. Le sucedió su hijo:
- José Pedro Calvo-Sotelo y Olry de Labry (31 de mayo de 1948, San Sebastián), iii duque de Calvo Sotelo, grande de España. Último titular.

Casó el 15 de diciembre de 1976 en la parroquia de San Fermín de los Navarros, Madrid, con María del Pilar Velasco Vicente (11 de septiembre de 1948, Madrid -), hija de Gonzalo Velasco Viejo y de su esposa María del Pilar Vicente Alcalde. Tienen un hijo y una hija: José Pedro Calvo-Sotelo Velasco (24 de febrero de 1978, Madrid -) y Natalia Pilar Calvo-Sotelo Velasco (31 de octubre de 1980, Madrid -).